# Generalagent
Begreppet generalagent betecknar en av rollerna i ledet (oftast försäljningsledet) mellan en tillverkare eller grossist och den marknad som tillverkaren/grossisten vill nå.
Ett företag som har generalagenturen för en produkt har ensam försäljningsrätt inom ett definierat geografiskt område, ofta ett helt land. Generalagenten representerar tillverkaren och produkten i området. Det är vanligt att företaget utvecklar försäljningsorganisationen för den aktuella produkten genom att organisera ett nät av återförsäljare.